# Hrvoje Stević
Hrvoje Stević (ur. 8 stycznia 1980 w Osijeku) – chorwacki szachista, arcymistrz od 2002 roku.

## Kariera szachowa
Pomiędzy 1991 a 1998 r. wielokrotnie reprezentował Chorwację na mistrzostwach świata i Europy juniorów w różnych kategoriach wiekowych, zdobywając trzy medale: brązowy (Mamaja 1991) i srebrny (Rimavska Sobota 1992 – oba na ME do 12 lat) oraz złoty (Guarapuava 1995 – MŚ do 16 lat).
Od końca lat 90. XX wieku należy do ścisłej czołówki chorwackich szachistów. W 2008 r. zdobył w Splicie tytuł indywidualnego mistrza kraju (za 2007 rok).
Do sukcesów Hrvoje Stevicia w turniejach międzynarodowych należą m.in.:
- dz. I m. w Mravinci (1995, wspólnie z m.in. Csabą Horváthem),
- dz. I m. w Kaštelu Starim (1997, wspólnie z m.in. Emirem Dizdareviciem i Ołehem Romanyszynem),
- dz. I m. w Vukovarze (2001, wspólnie z Darko Feletarem(inne języki)),
- dz. II m. w Bizovacu (2002, za Ognjenem Cvitanem, wspólnie z m.in. Ivánem Faragó i Mišo Cebalo),
- I m. w Zadarze (2002),
- dz. II m. w Zadarze (2003, za Zdenko Kožulem, wspólnie z m.in. Maratem Makarowem i Roberem Markusem).
- dz. I m. Puli (2004, wspólnie z m.in. Ognjenem Cvitanem, Robertem Zelčiciem, Michele Godeną, Nenadem Šulavą i Bojanem Kurajicą)
- dz. I m. w Bošnjaci – dwukrotnie (2004, wspólnie z m.in. Robertem Zelčiciem, Milanem Draško i Nenadem Fercecem(inne języki) oraz 2005, wspólnie z m.in. Ivanem Leventiciem(inne języki), Miodragiem Saviciem, Ante Brkiciem i Nikola Sedlakiem),
- dz. II m. w Đakovie (2005, za Zdenko Kožulem, wspólnie z Władysławem Niewiedniczym),
- dz. II m. w Zadarze (2008, za Sinišą Dražiciem, wspólnie z Borysem Czatałbaszewem, Ognjenem Cvitanem i Danilo Milanoviciem(inne języki)).

Wielokrotnie reprezentował Chorwację w turniejach drużynowych, m.in.:
- sześciokrotnie na olimpiadach szachowych (w latach 1998, 2002, 2004, 2008, 2010, 2012)[3],
- siedmiokrotnie na drużynowych mistrzostwach Europy (w latach 1997, 1999, 2003, 2005, 2009, 2011, 2013)[4],
- trzykrotnie na turniejach o Puchar Mitropa (Mitropa Cup) (w latach 1997, 2002, 2003); medalista: wspólnie z drużyną – srebrny (1997)[5].

Najwyższy ranking w dotychczasowej karierze osiągnął 1 maja 2013 r., z wynikiem 2637 punktów zajmował wówczas 1. miejsce wśród chorwackich szachistów.